# Al-'Adil ibn al-Sallar
Abū l-Ḥasan ʿAlī al-ʿĀdil ibn al-Sallār (in arabo ﺍﺑﻮ ﺍﻟﺤﺴﻦ ﻋﻠﻲ ﺍﻟﻌﺎﺩﻝ ﺍﺑﻦ ﺍﻟﺴﻠﺎﺭ‎?; ... – Il Cairo, 3 aprile 1153) è stato un generale e politico arabo, vizir fatimide.
Noto più semplicemente come Ibn al-Sallār (o Ibn Sallār) fu un generale al servizio della dinastia fatimide, prima di impadronirsi il 10 dicembre 1149 del potere e diventare vizir fino al momento in cui fu assassinato.
Walī (Governatore) di Alessandria, avendo sposato la vedova di Abū l-Futūh, divenne patrigno del loro figlio al-ʿAbbās, cui facilitò l'ingresso nella vita pubblica.
Quando decise di marciare sul Cairo per deporre il vizir Ibn Maṣāl (che il 19 febbraio 1150 fu ucciso in battaglia dal suo antagonista), al-ʿAbbās gli era a fianco, godendo quindi dei massimi onori e di una posizione di sicuro privilegio.
Ibn al-Sallār, insignito dall'Imam del laqab di al-Malik al-ʿĀdil (il giusto sovrano), non tenne tuttavia nel debito conto le smodate ambizioni del figlio adottivo, che non tardò molto a rivoltarglisi contro, facendolo uccidere il 3 aprile 1153 da suo figlio Naṣr per sostituirsi al patrigno come vizir, anche grazie al complice, pur se tacito, sostegno dello stesso Imam fatimide al-Ẓāfir bi-dīn Allāh, di cui Naṣr sembra fosse assai più di un semplice favorito.
I piani dei due omicidi non andarono a segno, se non per breve tempo. Di fronte alle efferatezze di Naṣr, che nel timore di un suo doppio gioco pugnalò lo stesso Imām di fronte al piccolo figlio al-Fāʾiz. le donne dell'harem di corte chiesero supplici l'urgente intervento vendicatore di Ṭalāʾīʿ b. Ruzzīk, che sgominò i due in battaglia, assumendo quindi nella sua persona la funzione di vizir.